# Paysage Sangam

Les cinq tiṇai géographiques dans l'Inde du Sud.

Le Paysage Sangam (tamoul : அகத்திணை « classification intérieure ») est un procédé poétique caractéristique de la poésie amoureuse dans littérature tamoule classique Sangam. Le cœur du dispositif était la catégorisation des poèmes en différents tiṇai, ou modes, en fonction de la nature, du lieu, de l’humeur et du type de relation représenté par le poème. Chaque tiṇai était étroitement associé à un paysage particulier, et les images associées à ce paysage (ses fleurs, ses arbres, sa faune, ses habitants, son climat et sa géographie) étaient tissées dans le poème de manière à transmettre une ambiance, associée à un aspect de la relation amoureuse.

## Symbolisme
La poésie amoureuse tamoule classique attribue les expériences humaines qu’elle décrit, et en particulier les sujets subjectifs auxquels ces expériences se rapportent, à des habitats spécifiques. Chaque situation dans ces poèmes est décrite à l'aide de thèmes dans lesquels le temps, le lieu et les symboles floraux de chaque épisode sont codifiés. Ces codifications sont utilisées comme symboles pour sous-entendre un ordre socio-économique, des professions et des modèles de comportement, qui, à leur tour, sont symbolisés par une flore et une faune spécifiques. Les détails des aspects secondaires sont tout aussi rigoureusement codifiés : les saisons, l'heure, un dieu, les instruments de musique et, surtout, les connotations sentimentales de chaque paysage : les rencontres amoureuses, l'attente patiente, les querelles amoureuses, la séparation et le retour attendu avec anxiété.

### Tiṇaigéographiques et non géographiques
Selon cette codification, l'univers intérieur associé à l'amour est divisé en sept modes, ou tiṇai, dont cinq sont géographiques et associés à des paysages spécifiques, et deux sont non géographiques et non associés à un paysage spécifique. Quatre des paysages géographiques sont décrits comme étant des paysages naturellement présents dans les parties de l'Inde du Sud occupées par les Tamouls dans l'antiquité . Ce sont : kuṟiñci (குறிஞ்சி) : régions montagneuses, associées à l'union, mullai (முல்லை) : forêts, associées à l'attente, marutam (மருதம்) : terres cultivées, associées aux querelles, et neital (நெய்தல்) — bord de mer, associé au désir. Le cinquième — pālai (பாலை), ou désert, associé à la séparation — est décrit dans le Tolkāppiyam comme n'étant pas un paysage existant naturellement.
À partir de ces associations de base entre paysage et sujet dérive un large éventail de thèmes spécifiques adaptés à chaque paysage. Ainsi, par exemple, le commentaire de l’Iraiyanar Agapporul affirme qu'en raison de l'association du paysage kuṟiñci avec l'union, il était également associé à la peur de la séparation, au réconfort, aux discussions du héros ou de l'héroïne avec ses amis, au fait d'être taquiné ou raillé par ses amis, à ses réponses à ses amis, au rôle d'intermédiaire des amis, à la rencontre des amoureux, au chagrin et au doute, et à d'autres thèmes similaires. Selon un texte poétique du IXe siècle, le Tamilneri vilakkam, les thèmes amoureux décrits par les cinq tiṇai constituent « le mode de vie tamoul » ou « le mode d'amour tamoul » (tamiḻneṟi).
Les deux modes non géographiques — kaikkilai et peruntiṇai — étaient considérés comme traitant d’émotions non conformes et n’étaient donc associés à aucun paysage spécifique. Kaikkilai traitait de l'amour non réciproque ou unilatéral, tandis que peruntiṇai traitait de l'amour « inapproprié » ou de l'amour contraire aux règles de la coutume[réf. nécessaire].

### Attributs poétiques des paysages
Le tableau suivant est adapté du tableau 7.3 du Pearson Indian History Manual for the UPSC Civil Services Preliminary Examination (Singh, 2008).
|                        | Kuṟinji                                           | Mullai                              | Marudam                                                               | Neithal                                   | Pālai                           |
| ---------------------- | ------------------------------------------------- | ----------------------------------- | --------------------------------------------------------------------- | ----------------------------------------- | ------------------------------- |
| Divinité               | Seyon                                             | Maayon                              | Indra/Vendan                                                          | Vayu/Kadalon                              | Kotravai                        |
|                        | Escapade amoureuse                                | Attente patiente dans la séparation | Querelle, colère de l'épouse (époux accusé de visiter une courtisane) | Longue séparation                         | Dangereux voyage du héros       |
| Fleur                  | Kuṟinji                                           | Mullai (Jasminum auriculatum (en))  | Marudam                                                               | Nénuphar                                  | Pālai                           |
| Paysage                | Montagne                                          | Forêt, pâturages                    | Terres cultivées, plaine ou vallée                                    | Bord de mer                               | Friche, désert                  |
| Heure                  | Minuit                                            | Soir                                | Juste avant l'aube                                                    | Coucher de soleil                         | Midi                            |
| Saison/Climat          | Hiver/Frais et humide                             | Fin de l'été/Mousson, nuageux       | Fin du printemps                                                      | Début de l'été                            | Été                             |
| Animal                 | Singe, éléphant, cheval, taureau, tigre           | Cerf, tigre                         | Buffle, poisson d'eau douce                                           | Crocodile, requin                         | Éléphant fatigué, tigre ou loup |
| Culture/Plante/Aliment | Jacquier, bambou, venkai                          | Konrai                              | Mangue                                                                | Punnai                                    | Cactus                          |
| Eau                    | Chute d'eau                                       | Rivière                             | Étang                                                                 | Puits à eau, mer                          | Puits à sec, eaux stagnantes    |
| Sol                    | Sol rouge ou noir avec des cailloux et des galets | Sol rouge                           | Alluvial                                                              | Sableux, salin                            | Sol salé                        |
| Occupation             | Chasse, récolte du miel                           | Élevage, agriculture itinérante     | Agriculture                                                           | Pêche, commerce côtier, production de sel | Voyages, combats                |

## Tiṇaigéographiques
En tamoul, chacun des cinq thinais géographiques porte le nom d'une fleur caractéristique de ce paysage. Dans la traduction anglaise, cependant, il est habituel d'utiliser le nom du paysage plutôt que celui de la fleur, en grande partie parce que ces fleurs n'ont pas en anglais les associations culturelles avec un langage spécifique qu'elles ont en tamoul.

### Kurinji — Région montagneuse

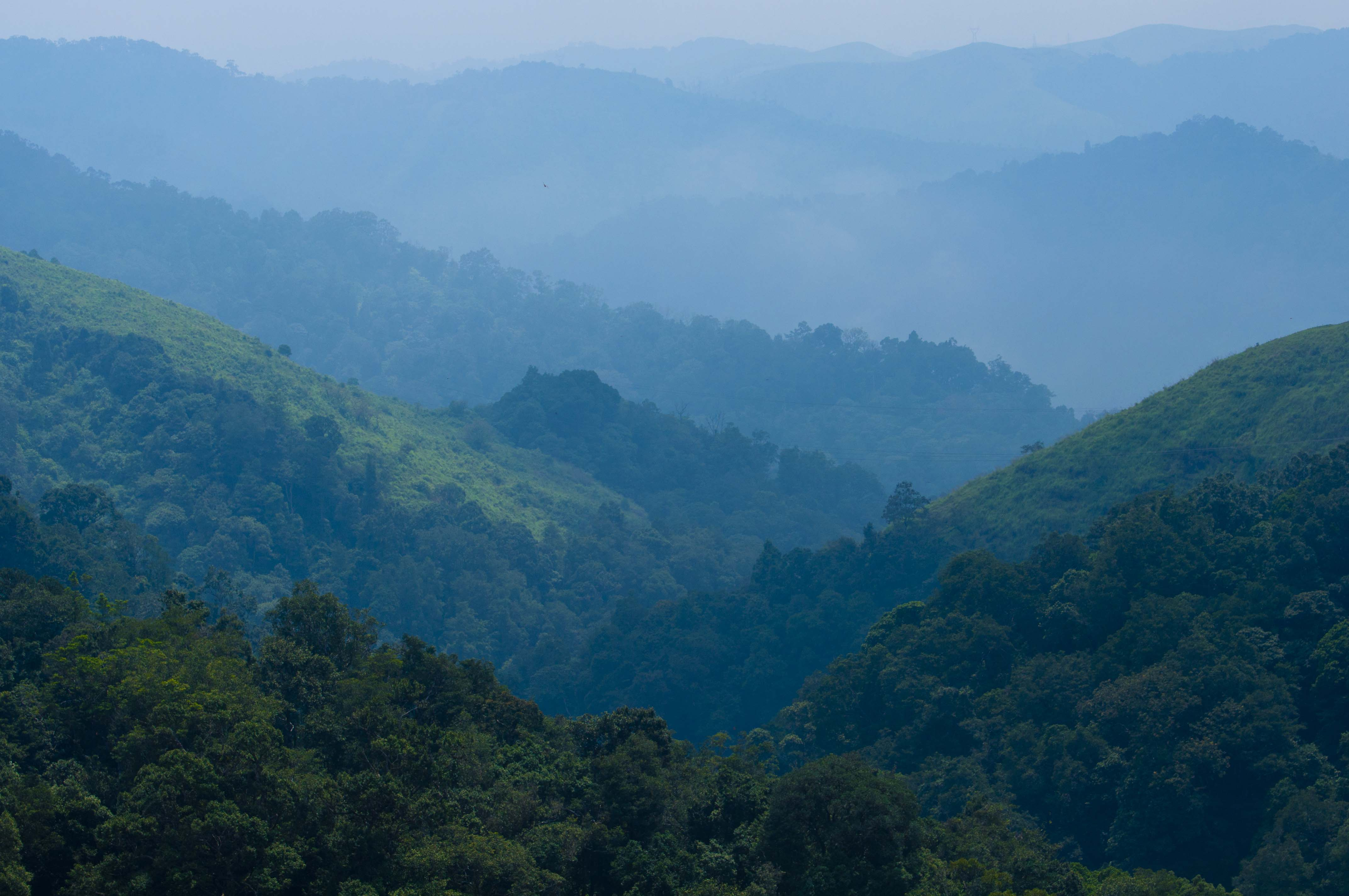
Ghâts occidentaux, Tamil Nadu.

La montagne est le théâtre de l'union des amoureux à minuit. C'est la saison froide et humide. La forêt est riche en lacs, cascades, teck, bambou et bois de santal. Dans cette région pousse le millet et les abeilles sauvages sont une source de miel. L'amour dans ce contexte est illustré par le dieu Murugan et l'une de ses épouses, Valli, la fille d'un habitant des montagnes. Il porte la fleur rouge étincelante du kantal et chevauche un paon, l'oiseau des montagnes.
Le nom de la région, Kurinchi, est également le nom de la célèbre fleur Kurinji (Strobilanthes kunthiana) des hautes collines du pays tamoul. Le Strobilanthes est un arbuste dont les fleurs d'un blanc éclatant ne s'épanouissent que quelques jours une fois tous les dix ou douze ans, recouvrant les pentes d'une blancheur éclatante sous le soleil. Ce moment de jubilation et de pureté symbolise la frénésie d'un amour soudain partagé, de concert avec les forces déchaînées de la nature : la danse amoureuse des paons, leurs cris qui se répondent, le clapotis des cascades, le rugissement des bêtes sauvages. Les amoureux se serrent encore plus fort et oublient les dangers du chemin de montagne.
Les habitants de cette région étaient connus sous les noms de kanavar, vedar et kuravar, et leurs occupations principales étaient la chasse, la récolte du miel et la culture du  millet. Les Vedars ou Vettuvars (nom dérivé de vettai - chasse) étaient les principaux chasseurs, les kanavars (dérivé de kanam - forêt) chassaient les éléphants et les cochons sauvages, les kuravars ou kunravar (dérivé de kunru - colline) étaient des cultivateurs forestiers. Leurs chefs étaient connus sous les noms de Verpan, Poruppan et Silamban. Leurs totems comprenaient Murugan (dieu de la guerre et de la chasse, sous le nom de Seyyon), le Vel (lance de Murugan), le tigre et l'arbre Venkai (Pterocarpus marsupium). Leurs colonies étaient connues sous le nom de Sirukuti et leurs noms de lieux portaient les suffixes kuricci (village vallonné) et malai (colline).

### Mullai — Forêts

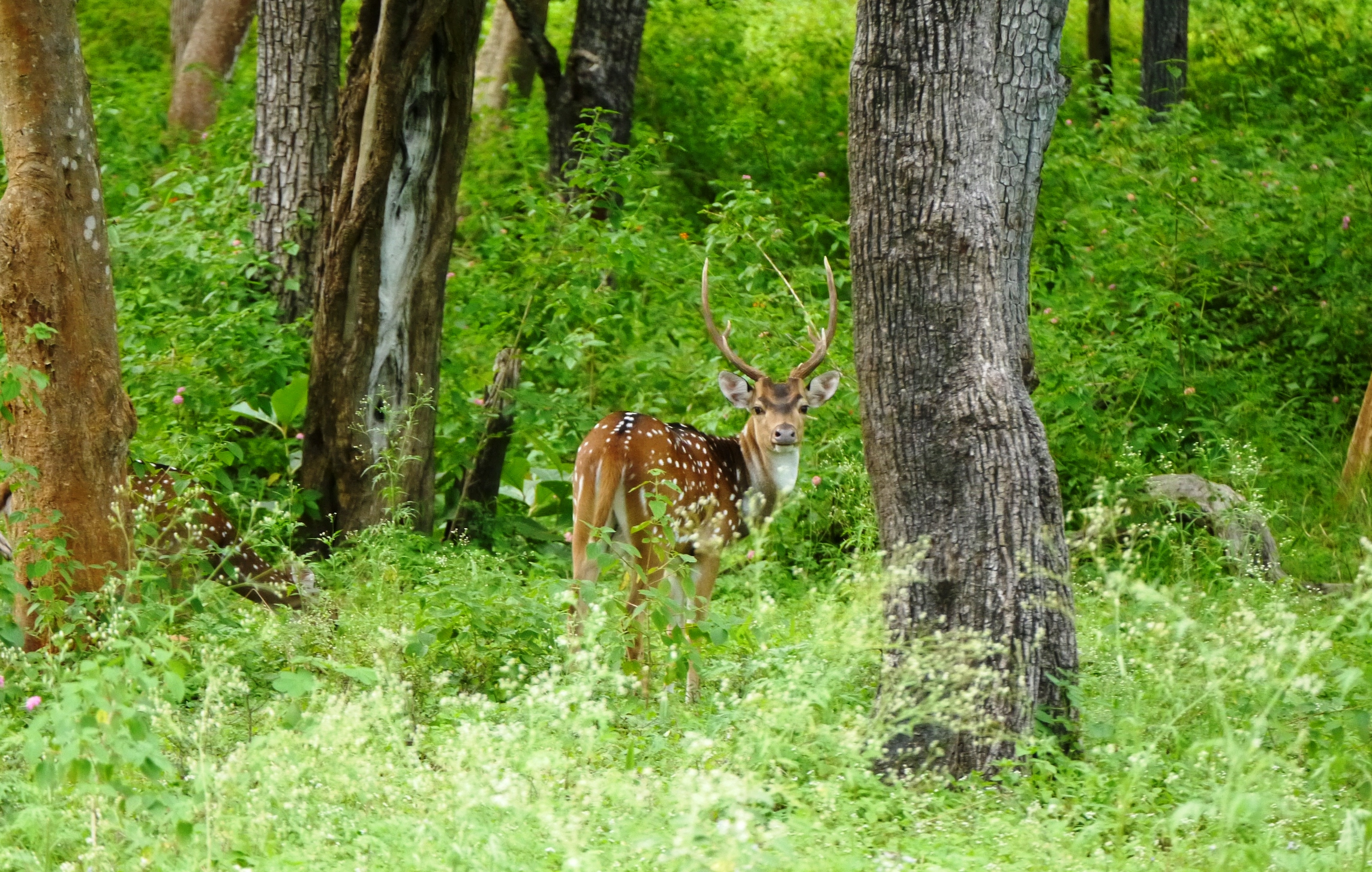
Habitat forestier, parc national de Mudumalai.

Mullai est le pays de la forêt. La forêt est riche en lacs, cascades, teck, bambou et bois de santal. Dans cette région pousse le millet et les abeilles sauvages y sont une source de miel. Le Mullai ou Jasmin (Jasminum auriculatum (en)) est la fleur des forêts. Les habitants descendent du dieu Krishna et sont connus sous les noms d'Ayar (homme) et Aatchiyar (femme), kōnar (en), kovalar, Vaduga iyer/Vaduga ayar, Ayar, Sambar idayar, Valathu Kai marappu idaiyar et idaiyar, et leurs occupations comprennent la gestion des terres, l'agriculture itinérante, l'élevage et la production laitière. Les kovalars et les ayar étaient des pasteurs impliqués dans l'élevage du bétail. Leurs colonies étaient connues sous le nom de pādi/cheri et les suffixes patti, vati, katu et ental étaient attachés à leurs noms de lieux,. Leurs chefs portaient les titres d’Ayar/kon, Annal, Tonral et Kuramporai,, et les femmes chefs d’Aatchiyar et Manaivi.
Le thème de la forêt et des bergers en train de jouer, l'image de l'attente confiante de l'être aimé, a produit une ramification originale ; car c'est la région de l'ancien dieu tamoul Maayon/kopalan, et le thème de l'amour qu'il représente symbolise le dévot qui attend dans l'espoir que Maayon viendra finalement remplir son âme, éprouvant ainsi les joies de l'attente.

### Marutham — Terres cultivées

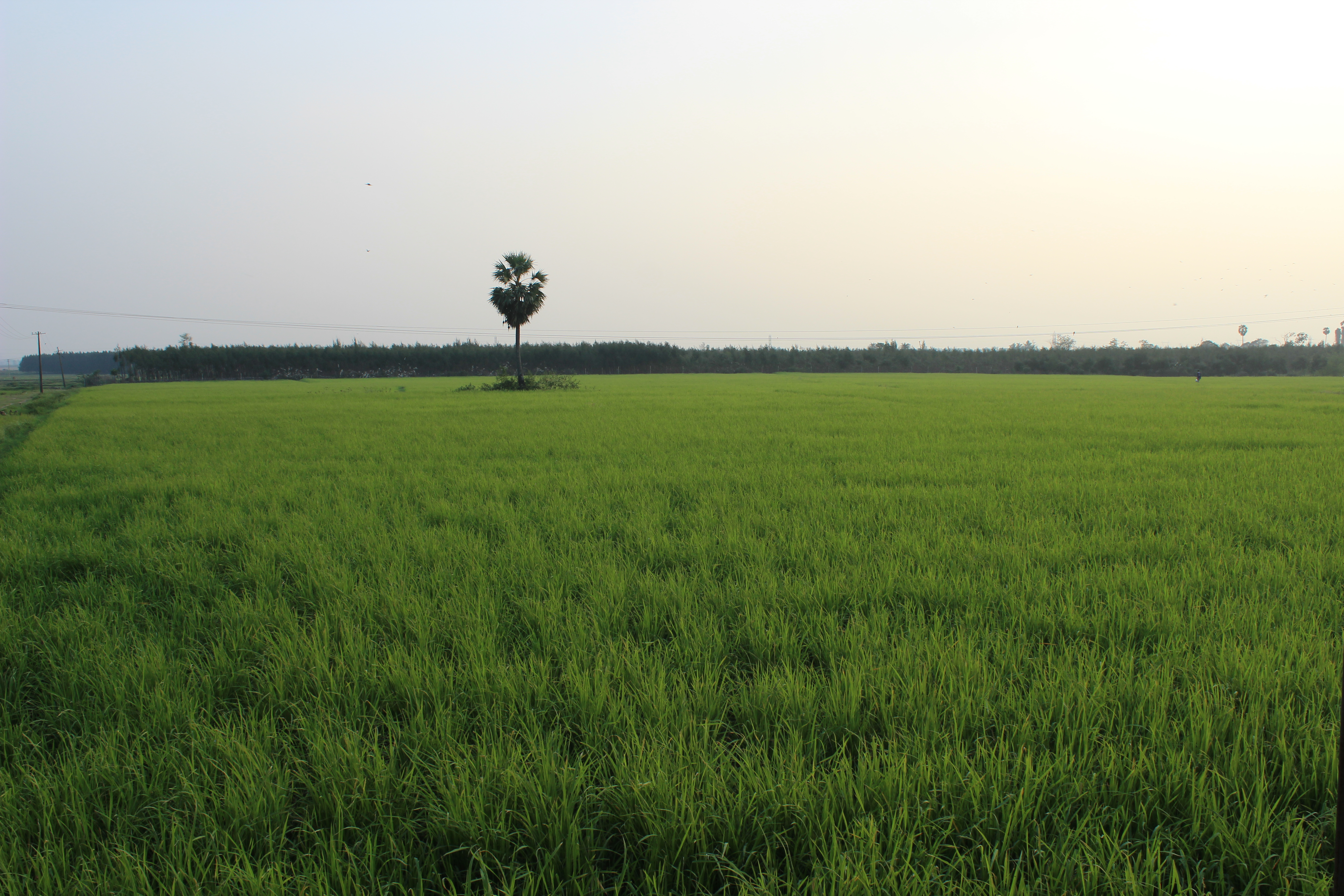
Rizières, Tamil Nadu.

Les plaines étaient le théâtre d'intrigues amoureuses triangulaires où les visites du héros à une courtisane obligeaient l'héroïne à riposter par un mélange de coquetterie et de mauvaise humeur, tactique dont les limites sont décrites dans le Thirukkural (« Bouder, c'est comme assaisonner avec du sel ; un peu suffit, mais il est facile d'aller trop loin. »). Senon, le dieu de l'orage, est le dieu du pays de Marutham. Ses habitants étaient connus sous les noms d'ulavar, velanmadar, toluvar et kadaiyar ou kadasiyan et leurs occupations étaient liées à l'agriculture. Les ulavar étaient des laboureurs, les velanmadar et les toluvar préparaient le sol et les kadaiyars étaient des ouvriers agricoles. Leurs chefs étaient connus sous les noms de Mahinan, Uran et Manaiyol. Leurs colonies étaient connues sous les noms de perur et leurs noms de lieux avaient souvent pour suffixes eri, kulam, mankalam et kudi.
Le Marutam (Lagerstroemia speciosa) était l'arbre caractéristique de cette région.

### Neithal — Bord de mer

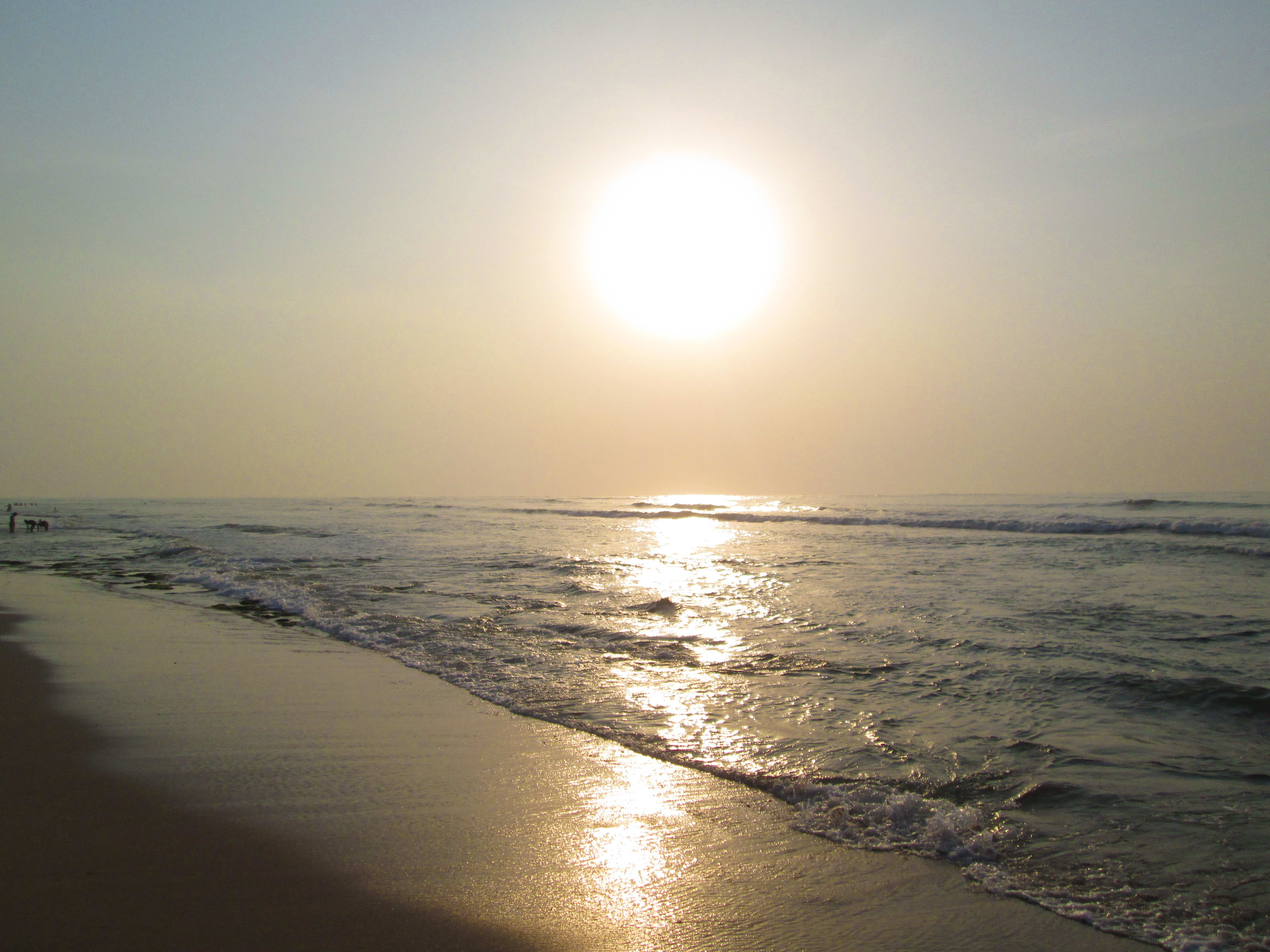
Lever du soleil au bord de la mer à.

Le bord de mer offre de nombreux exemples du charme irrésistible de la poésie Sangam et de l’extraordinaire fraîcheur de son réalisme. Derrière le symbolisme conventionnel de l'attente émerge une image de la vie des pêcheurs : les filets et les bateaux tirés sur la plage, les crabes qui s'élancent et les roues des charrettes enlisées dans le sable, l'odeur du poisson séché, coupé en tranches épaisses, qui attire les oiseaux, les belles filles du village qui regardent à travers les haies de pandanus et le vent qui souffle à travers les fissures des huttes de paille grossièrement construites durant la nuit. Kadalon, le dieu de l'eau, est vénéré à cet endroit. Ses habitants étaient connus sous le nom de parathavar, nulaiyar et umanar, et leurs occupations comprenaient la pêche, le commerce côtier, la pêche des perles et la fabrication de sel. Les parathavars étaient des marins et des pêcheurs, les nulaiyar des plongeurs et les umanars des producteurs et des marchands de sel. Leurs colonies étaient connues sous les noms de pakkam ou pattinam, qui étaient des port de commerce maritime. Leurs chefs étaient connus sous les noms de Thuraivan, Pulampan et Serppan.
Le neithal, ou nénuphar, est la fleur caractéristique de cette région.

### Pālai — Terres arides

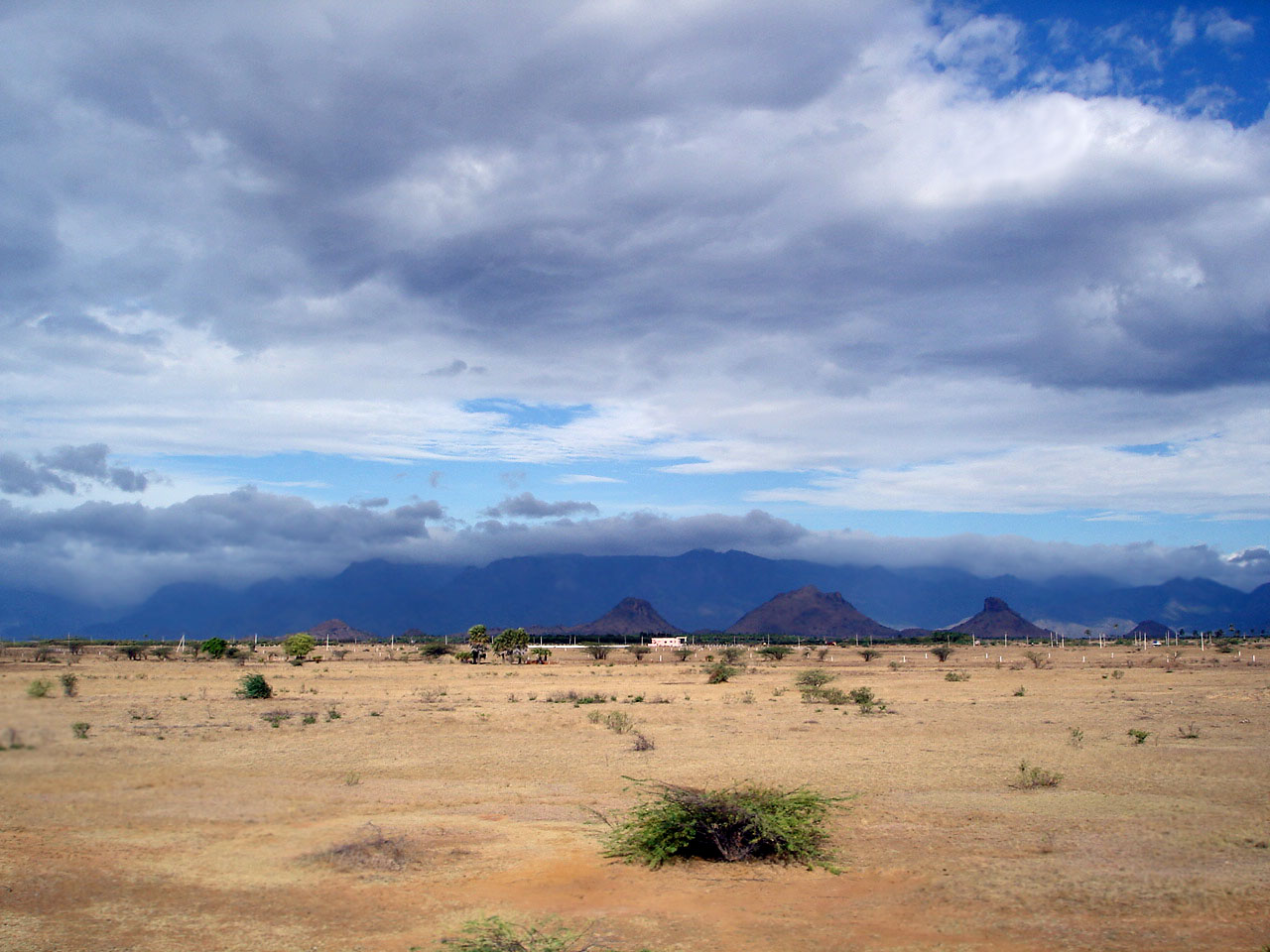
Terres arides dans le district de Tirunelveli.

Dans la prosodie tamoule classique, le pālai ou friche n’est pas considéré comme un écosystème naturel. Dans son commentaire du Tolkāppiyam, Ilampuranar explique qu'au contraire, le paysage du désert auquel le paalai est associé émerge lorsque d'autres paysages se fanent sous la chaleur du soleil brûlant. La fleur du palai est identifiée comme Wrightia (Wrightia tinctoria). Les habitants de cette région sont connus sous les noms d'eyiner, de maravar et de kalvar, et sont impliqués dans des guet-apens, des attaques sur les routes et des activités militaires. Les Eyiner (de ey – arc) étaient des chasseurs qui chassaient à l’arc, les maravar (de maram – bravoure) étaient des soldats et les kalvar (de kal – vol) étaient des voleurs. Leurs chefs étaient connus sous les noms de mili, vitalai et kalai. Leurs colonies étaient connues sous le nom de kurumpu. La déesse-mère et déesse de la guerre Kotravai y était vénérée.
Le thème du désert et de la séparation occupe la moitié d'une des anthologies les plus célèbres, le thème de la montagne n'étant que secondaire.